# Siphonodon celastrineus
Siphonodon celastrineus là một loài thực vật thuộc họ Celastraceae. Loài này có ở Campuchia, Ấn Độ, Myanmar, và Việt Nam.